# 알후세인 SC (바그다드)
알후세인(아랍어: نادي الحسين)는 바그다드를 연고로 하는 이라크의 축구단이다. 현재 이라크 1부 리그에 참가하고 있다.

## 우승
- 이라크 1부 리그: 2015-16